# Luck Mervil
Luck Mervil (ur. 20 października 1967 w Port-au-Prince) – haitańsko-kanadyjski aktor, piosenkarz i kompozytor.
Mervil urodził się na Haiti. Kiedy miał cztery lata, jego rodzina przeniosła się do Montrealu, a gdy miał dwanaście lat rodzina zamieszkała w Nowym Jorku. W wieku siedemnastu lat powrócił do Montrealu.

## Dyskografia
- 1993: RudeLuck (z RudeLuck)
- 1995: Two (z RudeLuck)
- 1998: Pour le Meilleur et pour le Pire (z RudeLuck)
- 1997: Aller Simple[2]
- 2000: Luck Mervil
- 2003: Soul.
- 2009: Ti peyi a[3]

## Filmografia

### Filmy fabularne
- 2001: Betty Fisher i inne historie (Betty Fisher et autres histoires) jako François Diembele
- 2004: To nie ja, to kto inny (C'est pas moi, c'est l'autre) jako Dieudonné
- 2004: Le Goût des jeunes filles
- 2004: Księga Ewy (The Book of Eve) jako kierowca 1
- 2006: Niedziela w Kigali  (Un dimanche à Kigali)
- 2006: Tous les autres, sauf moi jako Peter

### Musicale TV
- 1999: Dzwonnik z Notre-Dame (Notre-Dame de Paris) jako Clopin

### Seriale TV
- 1997: Sauve qui peut! jako Christopher Étienne